# Ahmeek
Ahmeek is een plaats (village) in de Amerikaanse staat Michigan, en valt bestuurlijk gezien onder Keweenaw County.

## Demografie
Bij de volkstelling in 2000 werd het aantal inwoners vastgesteld op 157.
In 2006 is het aantal inwoners door het United States Census Bureau geschat op 145, een daling van 12 (-7,6%).

## Geografie
Volgens het United States Census Bureau beslaat de plaats een oppervlakte van
0,2 km², geheel bestaande uit land. Ahmeek ligt op ongeveer 307 m boven zeeniveau.

## Plaatsen in de nabije omgeving
De onderstaande figuur toont nabijgelegen plaatsen in een straal van 16 km rond Ahmeek.